# Edgemoor
Edgemoor es un lugar designado por el censo ubicado en el condado de New Castle en el estado estadounidense de Delaware. En el año 2000 tenía una población de 5.992 habitantes y una densidad poblacional de 1,269.6 personas por km².

## Geografía
Edgemoor se encuentra ubicado en las coordenadas 39°45′29″N 75°30′30″O / 39.75806, -75.50833.

## Demografía
Según la Oficina del Censo en 2000 los ingresos medios por hogar en la localidad eran de $39,931, y los ingresos medios por familia eran $45,903. Los hombres tenían unos ingresos medios de $36,957 frente a los $29,675 para las mujeres. La renta per cápita para la localidad era de $22,081. Alrededor del 15.0% de la población estaban por debajo del umbral de pobreza.